# أحمد ولد الميداح
أحمدُ ولد الميداح (1903 م — 27 دجمبر 1987 م)
وهو أحمدُ ولد محمد سالم ولد أحمدو ولد محمد ولد اعل ولد أحمدو ولد أعمر ولد مانو، واعمر هذا هو الملقب الميداح وامه هي فاطمة منت محمد اعل ولد الشويخ.
يعتبر أحمدو من امهر الفنانين وأقدر الأدباء التقليديين الموريتانيين وكان ذا علاقات واسعة بمجتمعه كما كان مرافقا شخصيا للأمير الراحل محمد فال ولد عمير وتميز كذلك بأنه محبا ومادحا لرسول لله صلى الله عليه وسلم  وانه تغني عند الروضة الشريفة وكان يحمل آلته الفنية التدينيت المسماة المتروشة وقد تتلمذ على الشيخ سعد ابيه ابن مامين واوصى بدفنه إلى جانبه في مدفن النمجاط الشهير اللهم ارحمه واغفر له.
زوجته هي الفنانة وعيشة منت محمد يحيى ولد الببان انجبت له أبناء وو بناتا منهم : ابنه الفنان محمد ولد الميداح والفنانة لبابة منت الميداح.